# Castelul Brâncoveanu din Sâmbăta de Sus
Castelul Brâncoveanu este un monument istoric situat în satul Sâmbăta de Sus, județul Brașov. Figurează pe noua listă a monumentelor istorice sub codul LMI: BV-II-a-A-11815.

## Imagini

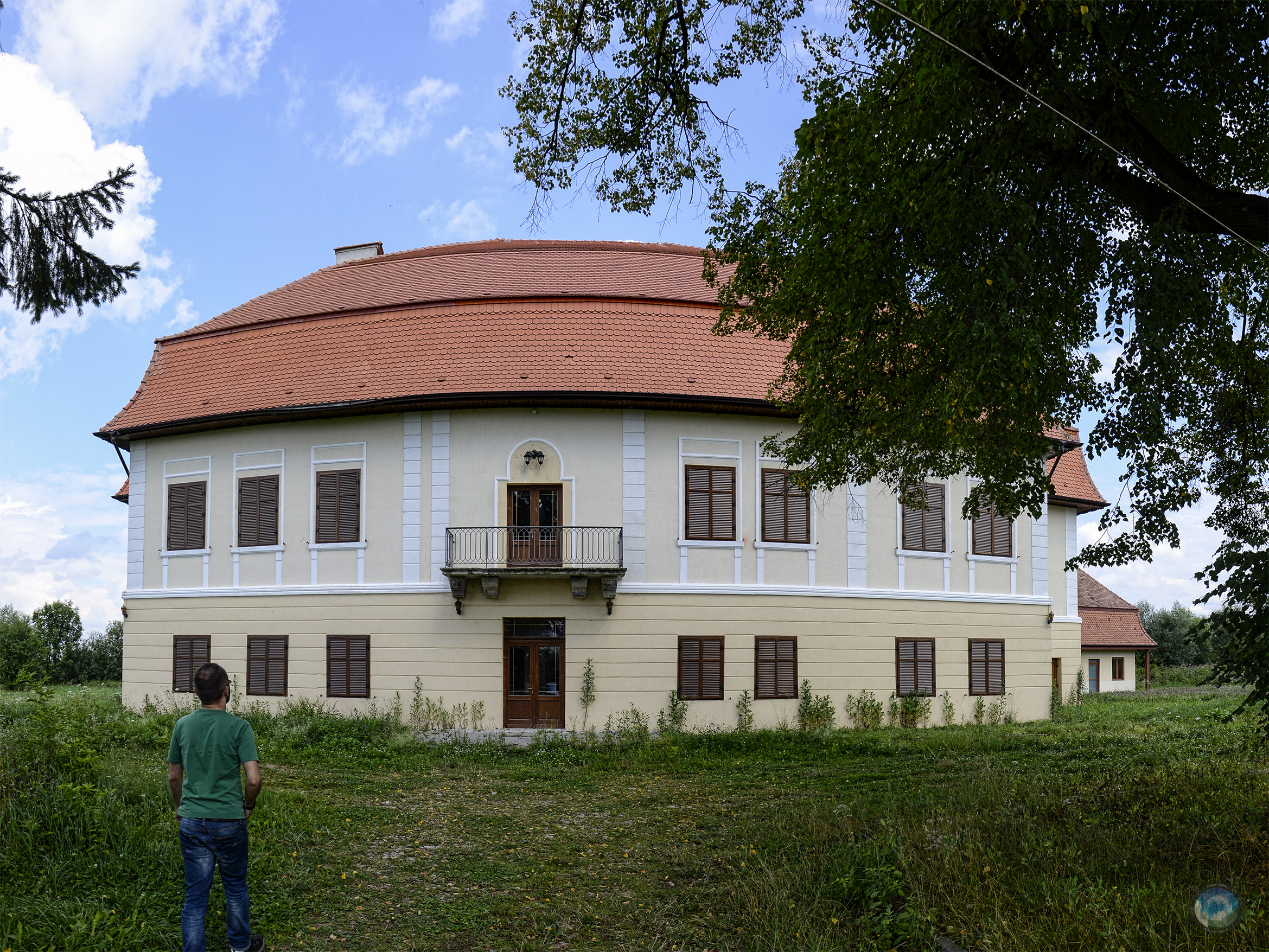
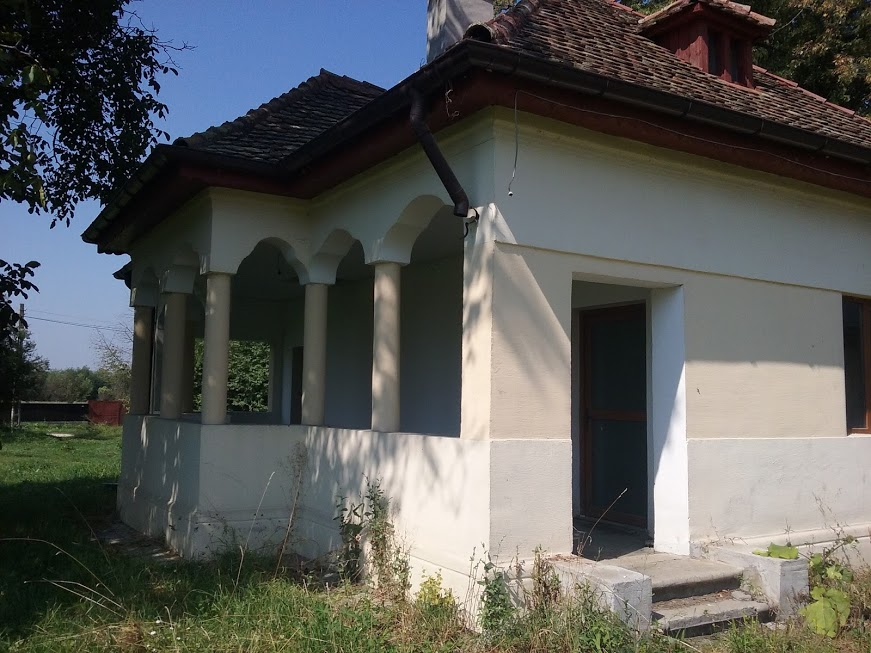
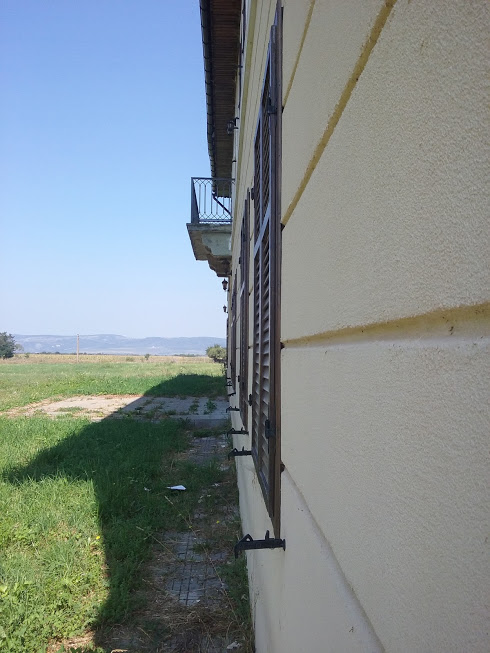